# INSPIONエージェンシー
株式会社INSPIONエージェンシー（インスピオンエージェンシー、英: INSPION Agency, Inc.）は、日本の芸能事務所。主に声優のマネージメントやアニメ・ゲーム・映像作品のキャスティング及び音響制作などを行っている。

## 歴史
2020年、KONAMIのサウンドクリエイターを経て音楽家として活動していた倉持武志により「株式会社オフィス・フローレス」として設立。
2021年5月1日、INSPIONグループ化に伴い現在の社名に変更。

## 所属タレント
2024年10月時点。
男性
- 前内孝文
- 門馬勝貴
- 田中智士
- 一潤
- 矢澤錬
- 三村優斗
- 和田京介
- 中谷健太郎（業務提携）

女性
- 酒井玲
- 彩月ちさと
- 一寺美穂
- 伊吹誓乃
- 日比優理香
- 呉羽藍依
- 池ちさ子
- 大久保陽奈
- 沖胡玲奈
- 澤幡楓
- 桜木なる
- 田村佳奈
- 樋上渚紗
- 向折戸渉
- 真名瀬日和
- 笹島かほる（業務提携）

## 過去の所属タレント
- 近藤隆幸
- 宮木南美
- 大師堂かな